# Cultura jvalynsk
La cultura jvalynsk fue una cultura eneolítica (Edad del Cobre) de la primera parte de la primera mitad del V milenio a. C., descubierta en Jvalynsk, a orillas del Volga, en el óblast de Sarátov, en Rusia. La cultura es conocida así mismo como Eneolítico Medio, Eneolítico Desarrollado o Proto-kurgán. Fue precedida por el Neolítico Temprano o cultura samara, de la que se deriva, y sucedida por el Neolítico Tardío o cultura yamna temprana.

## Extensión y duración
La cultura jvalynsk se extendió desde Sarátov al norte al Cáucaso Norte en el sur, desde el mar de Azov en el oeste al río Ural en el este.
Estudios con carbono 14 han datado materiales provenientes de las tumbas del yacimiento en el período entre 5000 a. C. y 4500 a. C. Este material proviene del yacimiento Jvalynsk I, o Jvalynsk temprano. Jvalynsk II o Jvalynsk Tardío es Eneolítico tardío.
Algunos investigadores consideran a Jvalynsk I como Eneolítico tardío, contemporáneo a la cultura de Samara. Gimbutas, sin embargo, creía que la cultura samara era más antigua y localizaba jvalynsk en el Eneolítico Desarrollado. No existen suficientes yacimientos de la cultura samara para zanjar la cuestión.

## Yacimientos
El yacimiento de Jvalynsk es un cementerio de 30 por 26 metros, que contiene alrededor de 158 esqueletos, principalmente en tumbas individuales, aunque existen algunas que albergan de dos a cinco esqueletos juntos. Fueron enterrados de espaldas con la cara hacia arriba y las rodillas dobladas. Doce de las tumbas estaban cubiertas con cairns de piedra. Se encontraron áreas de sacrificio, similares a las de samara, que contienen restos de caballos, ovejas y otro ganado.
En 1929 se encontró una tumba individual en Krivoluchie con ajuar funerario y los restos cubiertos de ocre, de espaldas con la cara hacia arriba y las rodillas contraídas. En Nálchik se encontró un kurgán de tierra cubierto de piedra de 67 metros de largo y aproximadamente 30 de diámetro que contenía 121 tumbas individuales con los restos colocados del mismo modo.

## Artefactos
Jvalynsk evidencia el desarrollo de los kurganes. Comenzaron en Samara con tumbas individuales o pequeños grupos cubiertos con piedra. En la cultura de jvalynsk se encuentran tumbas grupales por razones familiares o locales, aunque las causas no están claras. 
Aunque existen diferencias en la riqueza de los ajuares funerarios, parece que no hay una característica especial para marcar al jefe. Esto no excluye la posibilidad de que se haya enterrado también a un jefe. En los kurganes posteriores, el kurgán se reserva exclusivamente para el jefe y su séquito, excluyendo a la gente común.
Este desarrollo sugiere que aumentaron  las diferencias de riqueza entre la población, lo que a su vez implica el crecimiento de la riqueza de la comunidad entera y un incremento de la población. La expansión de la cultura de los kurganes fuera de su origen en la estepa occidental puede asociarse al aumento de la población. Las causas de este éxito y expansión aún son desconocidas.
Se sabe que el metal era conocido tanto en el Cáucaso como el los Urales meridionales. Las tumbas de jvalynsk incluyen anillos y espirales de metal. Sin embargo, no existen indicios de ningún otro uso aparte del ornamental. La calidad de las armas de piedra y otros objetos alcanza aquí su punto álgido. La tumba de Krivoluchie, que Gimbutas considera la del jefe, contenía una daga larga de sílex y puntas de flecha adornadas por ambas caras. Así mismo se encontró una hoja de hacha de pórfido con asas y un agujero para el mango. Estos modelos de artefactos son de un tipo que poco después aparecería en metal.
Del mismo modo, se encontraron muchas joyas personales, como cuentas de concha, piedra o dientes de animales, brazaletes de piedra o hueso y pendientes de colmillos de jabalí. Los animales cuyos dientes eran utilizados para la decoración por los indoeuropeos eran el jabalí, el oso, el lobo, el ciervo y otros. Algunos de estos dientes debieron ser difíciles de obtener, lo que quizá les diera más valor. No se conoce si tenían valor como moneda de cambio.
Los artefactos encontrados no dan muestra de una gran riqueza. Existen algunas pruebas que indican que la riqueza debió de consistir en bienes perecederos. Un reciente estudio sobre la superficie de las alfarerías encontradas, que conservan muestras de materia orgánica del contacto con material perecedero mientras la arcilla estaba húmeda, indican el contacto con cuerdas y paños tejidos bordados, que los investigadores sugieren que se hubieran utilizado para decorar la alfarería.